# Márványos víziteknős
A márványos víziteknős (Actinemys marmorata) a teknősök (Testitudines) rendjébe és a mocsáriteknős-félék (Emydidae) családjába tartozó Actinemys nem egyetlen faja.

## Előfordulása
Az Amerikai Egyesült Államok és Mexikó területén honos.

## Megjelenése
Testhossza 11-21 centiméter.